# Carles Camprós
Carles Camprós, en francès Charles Camproux (Marsella, barri de la Bèla de Mai, 30 de juny de 1908- 3 d'abril de 1994) ha estat un important poeta, erudit i teòric polític occità.
Els seus treballs s'han basat, sobretot, en l'estudi de la llengua occitana i l'ètica de la civilització literària dels trobadors. Dirigí les revistes L'Araire (1931-1933) i Occitània (1934-1939) amb Marcel Carrières, i el 1935 va publicar l'opuscle Per lo camp occitan on desenvolupà una teoria de la nació occitana, amb una estratègia populista que rebutja la lluita de classes i crida a l'emancipació cooperativista i reformista del pagès i de l'artesanat cap a un federalisme interior per França, però un federalisme no pas capitalista. El 1935 formaria el Partit Federalista Provençal (PFP), qui farà campanya a les eleccions pel Front Popular i definirà la Provença com a "minoria nacional". Però només aconseguiran la participació en alguns actes protocol·laris de l'Ajuntament de Marsella.

## Obres

### Literatura
- Per lo camp occitan (1935)
- Histoire de la littérature occitane (1953)
- Le Joy d'Amor des Troubadours (1965)
- Òbra poëtica occitana (1984)
- Présence de Pèire Cardenal (Annales de l'I.E.O., 1970)
- Peire Cardenal. Tròces causits (1970)
- Histoire de la littérature occitane (1971)
- Vocabulaire courtois chez P. Cardenal (Annales de l'I.E.O., 1963)
- Cardenal et Rutebeuf, poètes satiriques (Revue des Langues Romanes, 1971)
- La mentalité 'spirituelle' chez Pèire Cardenal (Cahiers de Fanjeaux, 1975)

### Lingüística
- Essai de géographie linguistique du Gévaudan (1962)
- Petit atlas linguistique discursif du Gévaudan  (cap a 1976)
- Les langues romanes (1974)